# Races bovines françaises disparues

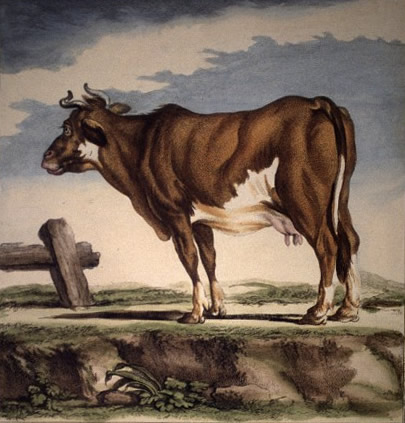
Vache cotentine fondue dans la normande. Illustration de Jacques de Sève

Au cours des siècles, le cheptel bovin français a évolué au fil des croisements de bétail issus de régions proches ou importé. La sélection locale de populations particulières a aussi forgé de nombreuses races parfois limitées à une vallée. 
L'apparition de races a conduit à la disparition d'autres, par fusion absorption, métissage ou de manière délibérée comme dans les années 1945-1970 ; à cette époque, la politique Quittet, du nom de son concepteur Edmond Quittet, inspecteur général de l'agriculture, doit faire le ménage dans les races jugées trop pléthoriques et souvent pas assez productives car peu sélectionnées. Plusieurs races y succomberont.

## Vocabulaire d'élevage
Une race est une population aux caractères définis, codifiés, dont les individus sont inscrits dans un registre généalogique. (par exemple, les herd-book charolais et limousin) Les premières races françaises ont été répertoriées dans la seconde moitié du XIXe siècle.  
Une population sans nom de race correspondait à l'ensemble des bovins élevés dans une zone géographique limitée. Cette population pouvait être homogène, parfois depuis plusieurs siècles et avoir conduit à l'accession au statut de race, mais certaines sont restées très hétérogènes avant de disparaître avec l'usage de taureaux de races limitrophes ou exogènes. D'autres populations, hétérogènes, ont vu une forme plus productive devenir majoritaire, puis unique, avant d'accéder au statut de race.
La fusion entre deux races intervient lorsque les registres généalogiques sont regroupés et que des taureaux des deux races interviennent sur les deux populations femelles.
L'absorption intervient quand les mâles d'une seule race sont utilisés sur deux ou plusieurs populations femelles. À chaque génération, le pourcentage de la race absorbée diminue de moitié. En 4 ou 5 générations, les animaux peuvent être considérés comme appartenant à la race qui absorbe. (sans pour autant prétendre à pouvoir accéder à l'inscription au registre racial)
La fusion-absorption est une fusion annoncée qui se transforme en absorption déguisée. C'est une technique qui permet de contourner les réticences de certains éleveurs à voir leur race disparaître.
En 2014, toutes les races exploitées commercialement ont un registre généalogiques. Seules, les populations « sauvages » ne sont pas reconnues comme race : massanaise, betizu et marine landaise.

## Blondes du sud-ouest

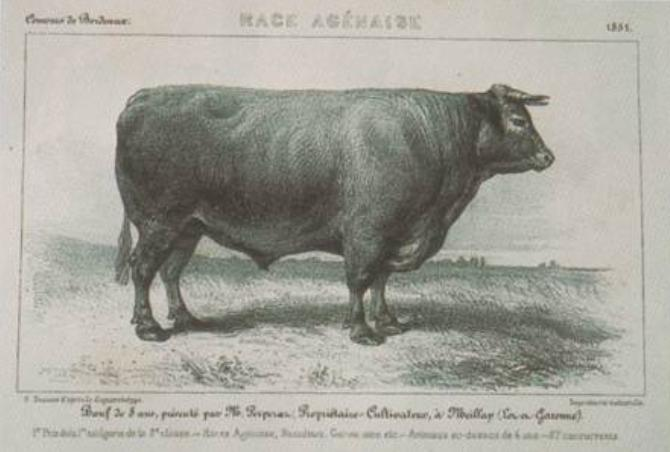
Bœuf agenais

La garonnaise était une vache originaire de la région de Marmande en Lot-et-Garonne, appartenant au rameau blond du sud-ouest. Les vaches pesaient entre 250 et 400 kg et n'étaient pas très bonnes productrices de lait. Les bœufs étaient utilisés pour le travail, notamment sur les quais à Bordeaux pour l'embarquement et le débarquement de marchandises. Les animaux de cette race ont une bonne aptitude à l'engraissement et produisent une viande de qualité. La garonnaise en tant que race, est née du regroupement de diverses populations blondes du sud-ouest de la France parmi lesquels l'agenaise, la marmandaise, la créon et castillon, l'entre-deux-mers ou la montalbanaise. Son herd-book est créé en 1898. La garonnaise a par la suite été réunie avec la blonde du Quercy et la blonde des Pyrénées lors de la création de la race Blonde d'Aquitaine en 1962. Lors de cette fusion de herd-books, la garonnaise absorbe les autres. La limousine était prévue dans le grand brassage racial mais ses éleveurs ont refusé de fusionner leurs vaches.
La garonnaise est métissée de limousine dans la frange nord de son aire de répartition, la région du Quercy, donnant une couleur roux clair à une sous-race nommée garonnaise des coteaux. En 1922, elle s'émancipe sous le nom blonde du Quercy. Elle est ensuite fondue dans la race Blonde d'Aquitaine en 1962. En Dordogne, la périgourdine est une population issue également du métissage garonnaise-limousine.
La blonde des Pyrénées était une vache originaire des Pyrénées qui a été fondue dans la race Blonde d'Aquitaine en 1962. Elle était elle-même issue de la fusion de différentes populations différentiées par vallée, comme les races d'Urt, barétous, aspe, ossau ou basquaise. Seule, la béarnaise existe toujours. Les effectifs de ces populations avaient déjà été décimés au XVIIIe siècle par une épidémie de fièvre aphteuse. Selon Philippe J. Dubois, elle s'appelait béarnaise au début du XIXe siècle avant que les chauvinismes locaux ne lui donnent chacun un nom, pour finalement reprendre le nom de béarnaise en 1978. C'était la plus laitière des blondes, donnant des fromages de montagne parfois mêlé au lait de brebis. Edmond Quittet en 1970 considérait la lourdaise comme appartenant à cette population, mais Laurent Avon (ingénieur attaché à l'Institut Technique de l'Elevage Bovin de Paris) en 2009, préfère lui octroyer le statut de race.
Plus à l'est, l'aure-et-Saint-Girons ou casta est une race relique des populations de l'est des Hautes-Pyrénées à l'ouest de l'Ariège. Elle est essentiellement représentée par les descendants de la saint-gironnaise, l'auroise ayant quasi disparu sous l'expansion des lourdaises (meilleure laitière) et gasconnes. (plus robuste au travail) Il est probable que cette population ait des ascendances venues du versant espagnol. Dans les Pyrénées-Orientales, la carolaise a été absorbée par la gasconne avant la Première Guerre mondiale.
Enfin, deux populations restées sauvages perdurent difficilement, l'une au Pays basque, la betizu, l'autre en Roussillon, l'albère dite aussi massanaise ou fagine. Les deux sont transfrontalières. L'albère a une forte variabilité liée à des croisements avec le bétail domestique. Les sujets gris foncé sont considérés comme les plus proches de la population originale, les plus clairs ayant été métissés de carolaise, gasconne ou blonde. Le bétail espagnol est plus foncé car moins croisé.

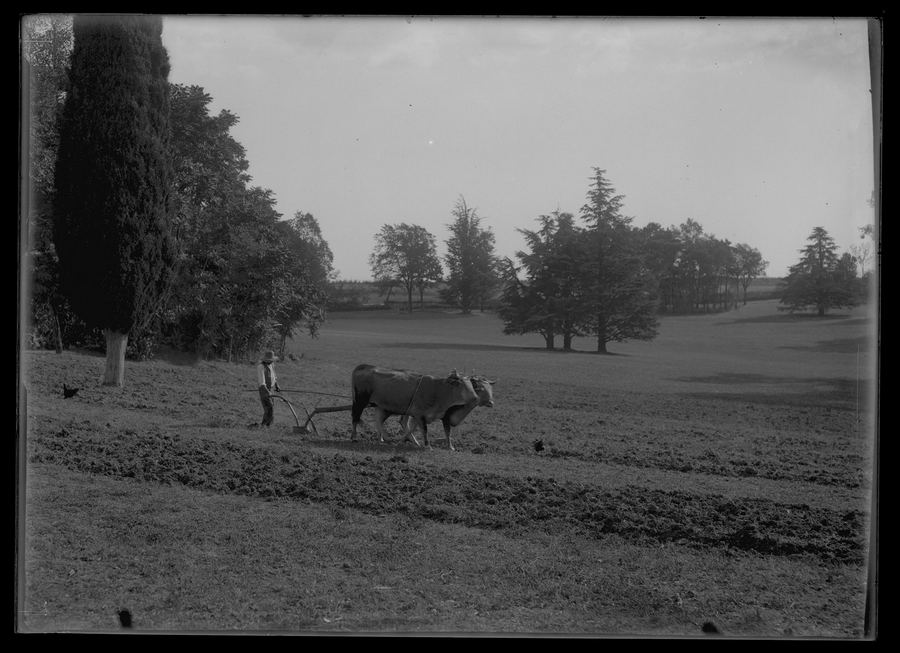
Haute-Garonne en 1906. Race non précisée.
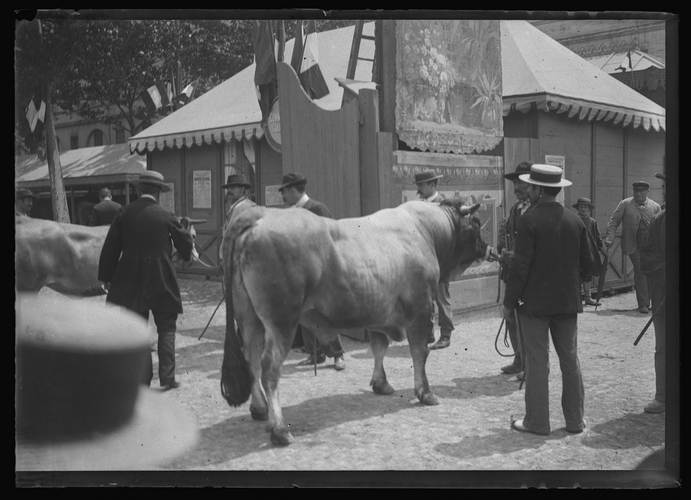
Taureau au concours de Toulouse en 1895. Aubrac, gascon ?
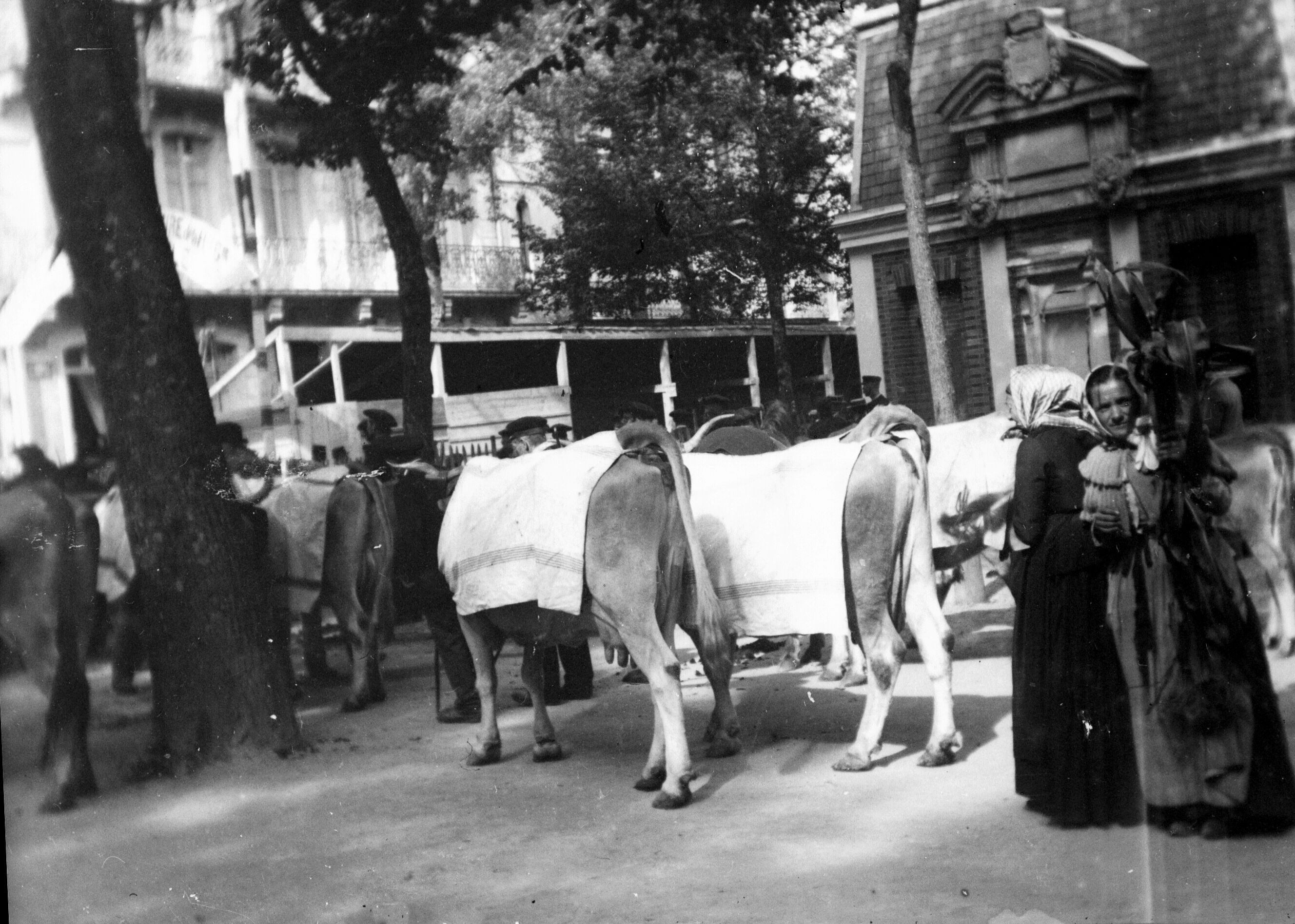
Concours agricole de Luchon. Des vaches peut-être béarnaises, moins probablement, des lourdaises ?

## Blondes du sud-est et pies du Jura

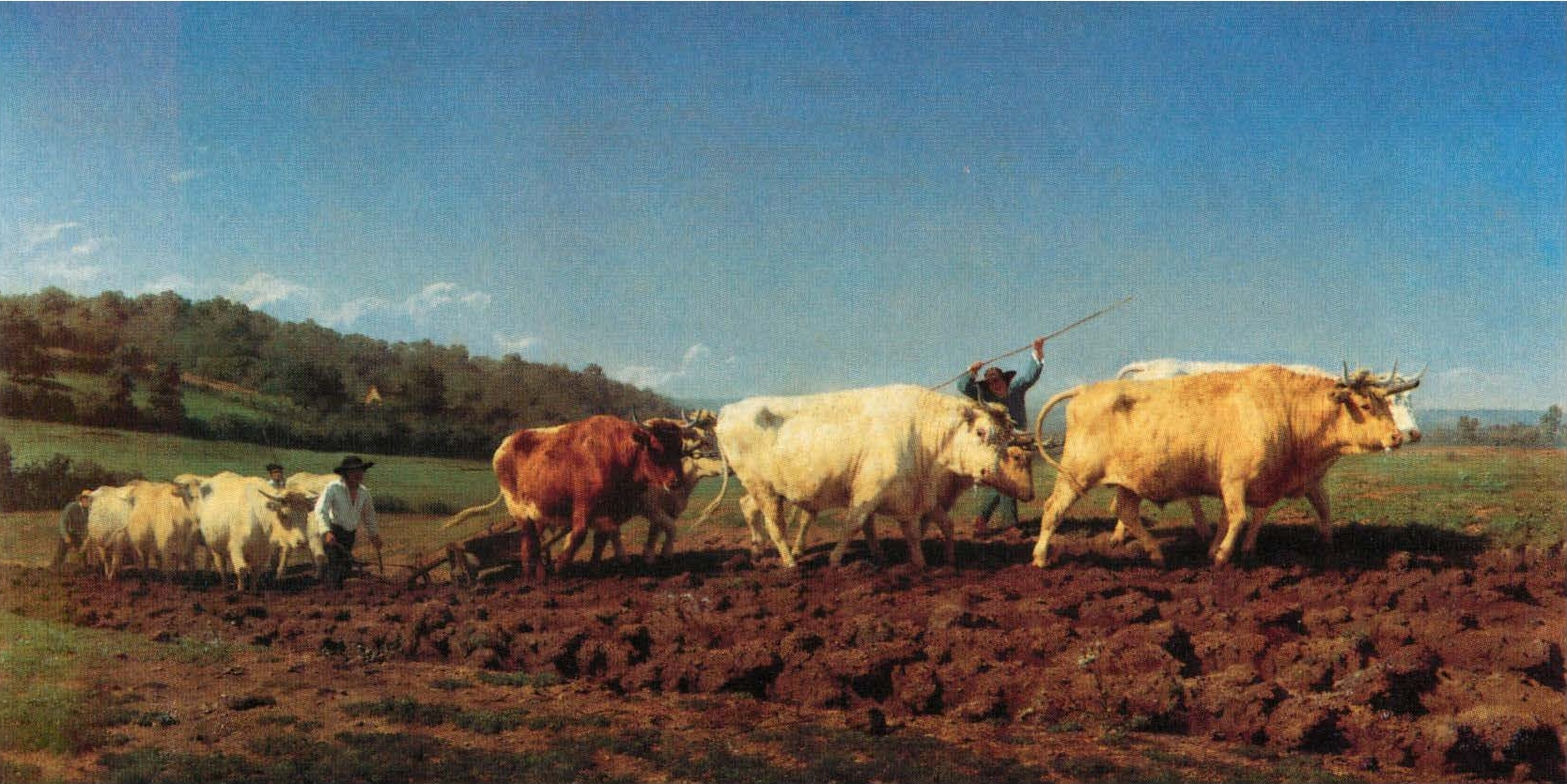
Au XIXe siècle, la charolaise n'est pas omniprésente en Nivernais, comme le montre ce tableau de Rosa Bonheur.

La nivernaise était une dénomination locale nivernaise de la charolaise métissée de durham. Elle a absorbé la bourbonnaise et la morvandelle moins puissantes à la traction.
Entre Bourgogne, Franche-Comté et nord de Rhône-Alpes, existaient des races blondes, fémeline, bressanne ou race du Haut-Bugey,. Sur le relief du Jura était la tourache (ou taurache) une race rouge foncé à ventre blanc.

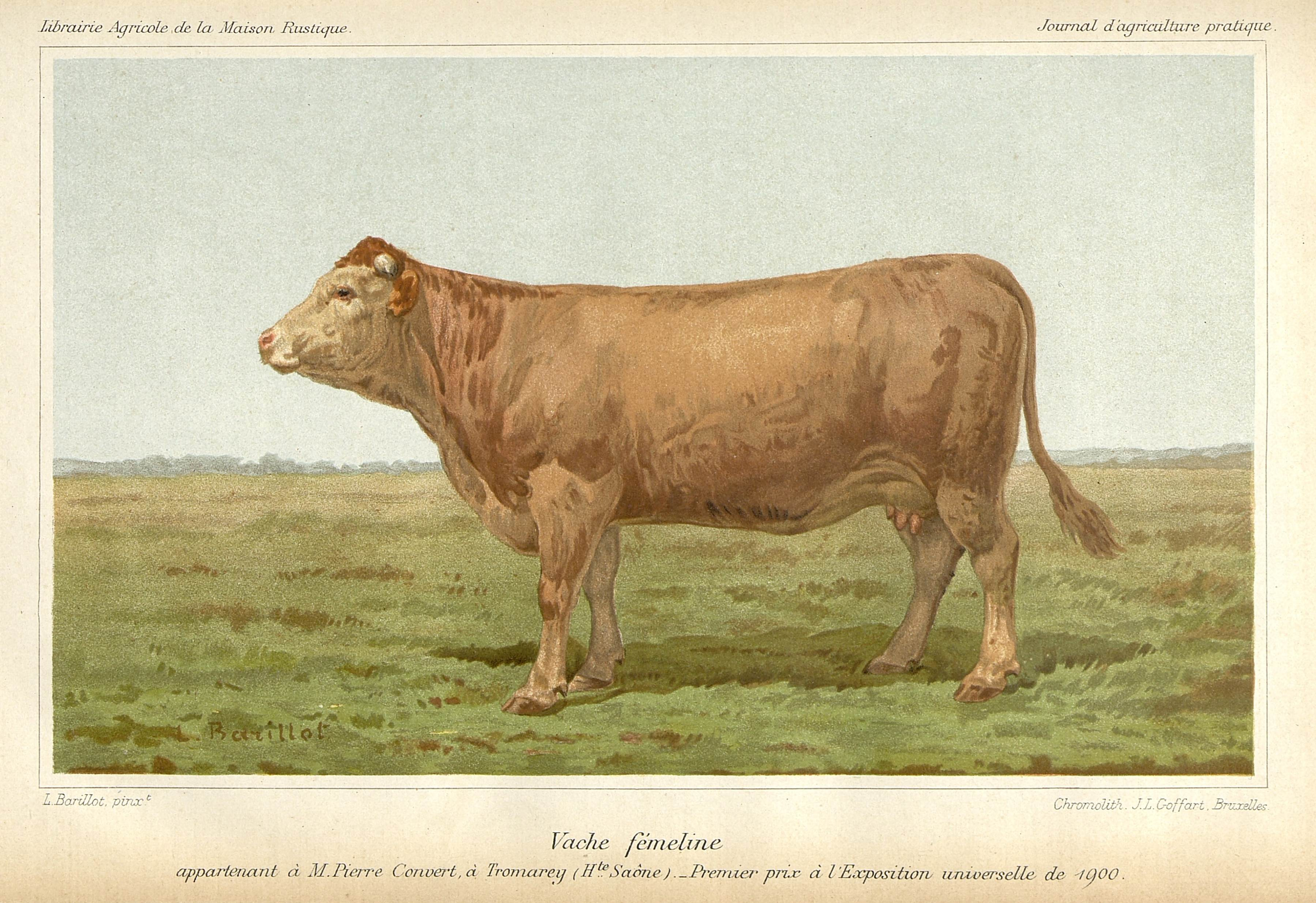
Vache fémeline, 1er prix de l'exposition universelle de 1900.

À partir de la seconde partie du XVIIIe siècle, des animaux suisses commencent à être importés : la simmental pie rouge, la fribourgeoise pie noire et la bernoise, version pie rouge de la fribourgeoise. La Simmental va absorber les races locales dites blondes du sud-est, fémeline, bressanne et race du haut-Bugey ; elle a pris successivement les noms de tachetée de l'est, pie rouge de l'est et enfin simmental française, et créant même au passage deux races à la courte durée de vie, la gessienne, dans l'Ain, résultant de la fusion de bétail hétérogène, bressanne, fémeline et Simmental et la tachetée dauphinoise dans l'Isère, née de bétail autochtone hétérogène, croisé de Simmental et bernoise. Ces races blanches sont peut-être à l'origine de la robe pie rouge pâle de la Simmental française. En Franche-Comté, la tourache, et accessoirement la fémeline, ont été métissées de fribourgeoise et de bernoise, lors de la création de la montbéliarde. 
Le terme comtoise n'était pas à proprement parler une race, mais le nom sous lequel les bœufs franc-comtois étaient exportés dans le nord-est de la France : Champagne et Picardie, pour travailler les terres. Il s'agissait des races tourache, fémeline et de leur croisement avec les suisses.

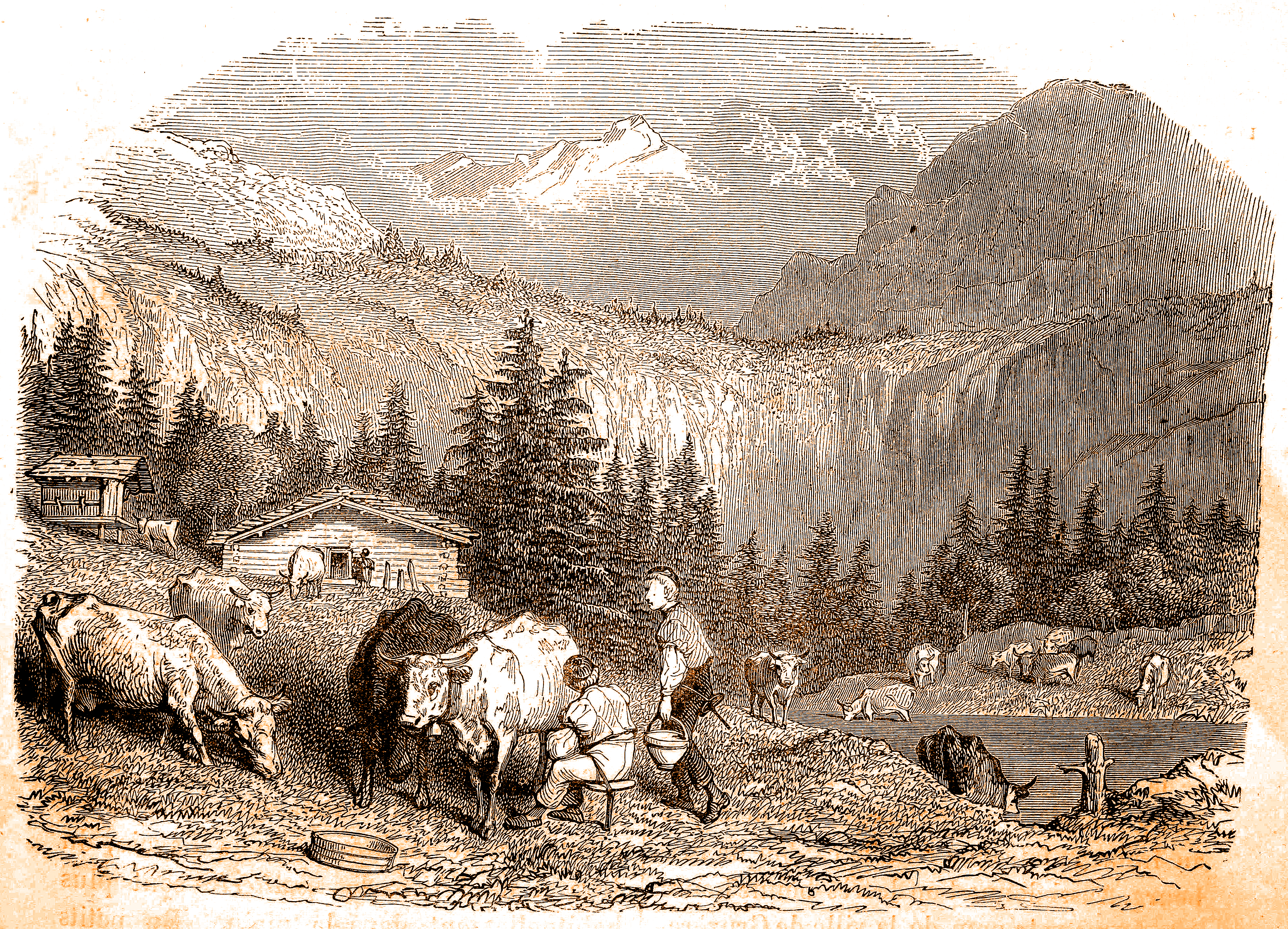
Vaches blanches ou rouges dans les années 1870 en Savoie. Les robes pie ne sont pas encore là. Seraient-elles des albanaises et des tarines ?

D'autres races blondes peut-être apparentées ont existé, la mézine dans la Haute-Loire et Ardèche et l'albanaise (région d'Albens en Savoie) disparue à la fin du XIXe siècle. Seule, la villard de lans existe toujours. Une fusion avec la blonde d'Aquitaine a été évoquée, les éleveurs locaux estimant que c'était un bon compromis entre les capacités laitières de la villarde et la conformation de carcasse bouchère de la blonde. Cependant, le projet a avorté, une absorption déguisée se cachait derrière ce projet.
En Alsace, une population hétérogène métissée de taureaux suisses pie a donné la race de boucquemon, de robe rouge à tête blanche. La même population métissée de simmental suisse a donné une race pie rouge clair, la simmental d'Alsace. Les deux races pouvaient porter des robes presque semblables. Les sources en français sont absentes entre 1871 et 1919 pour cause d'occupation de l'Alsace par l'Allemagne. Il est possible que la boucquemon soit l'étape intermédiaire entre le bétail autochtone originel et la simmental d'Alsace. Ces bovins ont été absorbés dans le regroupement de la tachetée de l'est, devenue depuis la Simmental française. Une population dite race alsacienne est citée sans beaucoup de détail. Pie rouge, elle était probablement issue de métissage local avec Simmental suisse et glan allemande, sans qu'il soit possible de déterminer son lien de parenté avec la boucquemon. Des photos montrent des animaux blancs à flanc coloré qui font aussi penser à la robe de la vosgienne.

## Races auvergnates

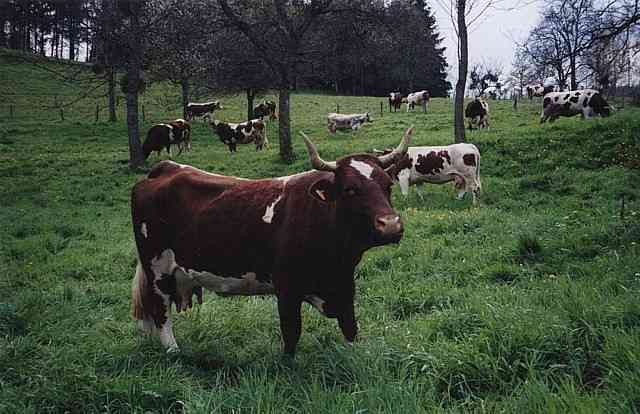
Troupeau ferrandais, race sauvée de justesse

À côté des races salers et aubrac bien représentées au début du XXIe siècle, la ferrandaise a été sauvée in extremis. Elle est née du regroupement de plusieurs populations pie rouge locales. La bessarde ou race de Besse, était une population de salers, panachée de blanc : la ligne dorsale, le ventre et le haut des pattes. Ces animaux ont été intégrés à la salers où subsistent quelques individus  à la robe pie, nommés vergeades.
La mézine ou race du Mézenc, dans la Haute-Loire, a disparu dans les années 1960, fondue dans des croisements avec salers et aubrac, puis montbéliarde. La viande AOC fin gras du Mézenc provient de la saveur de sa viande mais ce sont d'autres races qui en bénéficient. 
Plus au sud existèrent des populations locales peu homogènes, métisses de l'Aubrac et d'autres races voisines géographiquement, comme la gévaudan et les montagne noire et anglès, très proches génétiquement et avec des caractères qui ressemblaient beaucoup à la gasconne et à la carolaise. La laguiole était une variante de l'Aubrac, comme la race du Velay ou celle du Vivarais étaient des mézines. La ségala ou rouergue ou race des Causses était un métissage de salers et d'aubrac, parfois avec une influence de blonde du Quercy.

## Races méditerranéennes
Dans la bordure méditerranéenne, seule la camargue et la corse sont encore présentes, même si la seconde est menacée par les croisements et l'absence du statut de race. Une race de trait, la tropézienne a existé, probable utilisation pour la traction de la camargue à laquelle est ressemblait beaucoup en un peu plus grande. Une provençale de robe fauve a un temps peuplé les garrigues des Alpes du sud ; elle pouvait être issue de bovins corses ou italiens de race cabannina.

## Bretonnes, normandes et apparentées

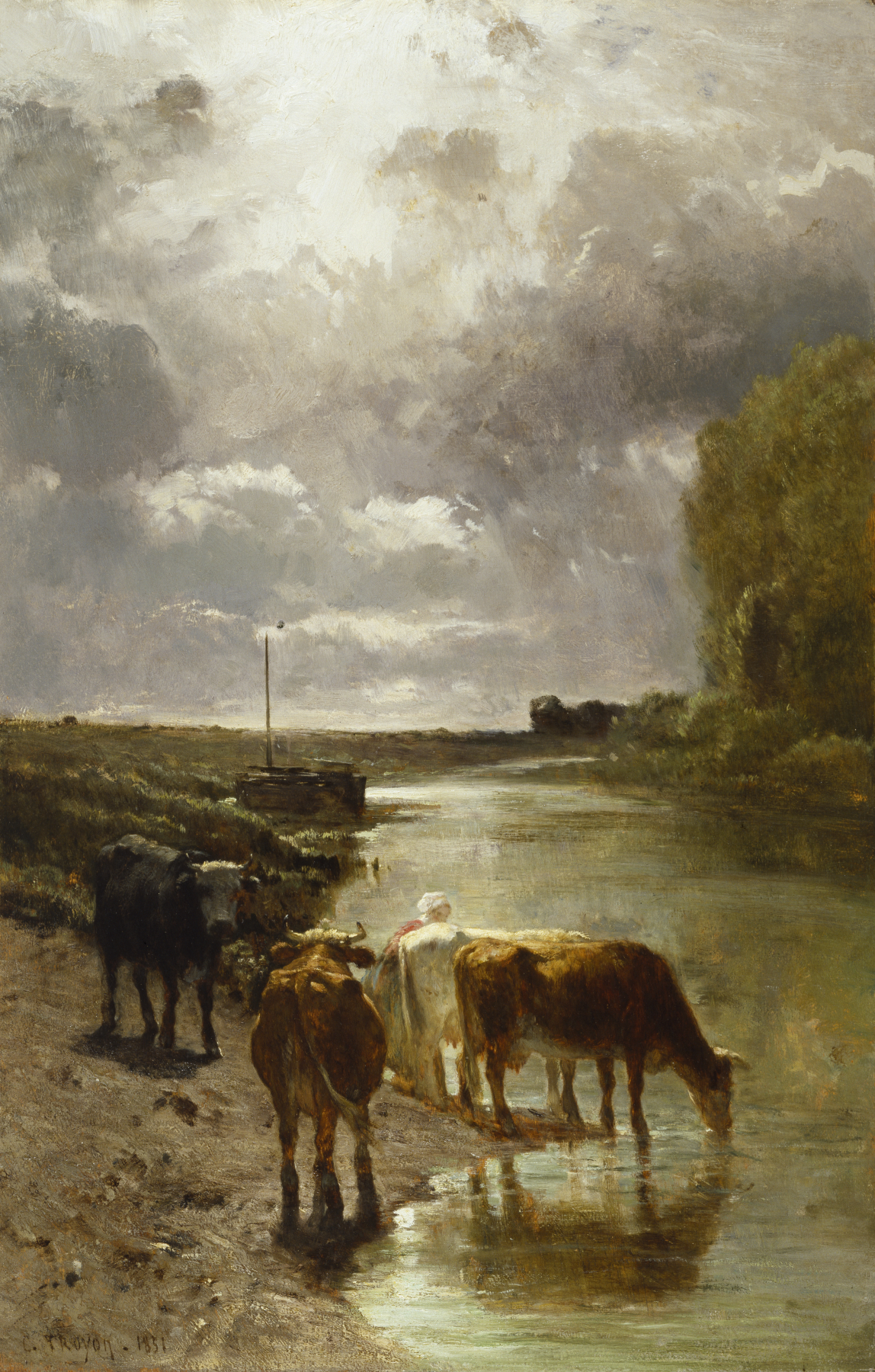
Exemple de diversité raciale en Normandie avant la généralisation de la normande.

Autrefois coexistaient plusieurs populations en Bretagne. L'introduction de taureaux durham au XIXe siècle a créé la durham-bretonne qui donnera ensuite l'armoricaine par fusion absorption des froment du Léon et pie rouge de Carhaix. Cette dernière, également nommée carhaisienne ou bretonne pie rouge a disparu entre 1900 et la Seconde Guerre mondiale. La population rouge et pie rouge était peut-être une variante rouge de la bretonne pie noir plus grande, ou une race pie proche de la froment du Léon. L'armoricaine faillit disparaître à son tour dans les années 1960, lors de son croisement absorption par la pie rouge des plaines. La réintroduction de la canadienne à la fin des années 1990, est un rappel que cette race québécoise puisait ses origines dans du bétail expatrié aux XVIe et XVIIe siècles, venus de Bretagne et de Normandie. Il existait au milieu du XIXe siècle une population de vaches brun sombre mâtiné de fauve, dite brune de Guingamp, bretonne de Saint-Brieuc ou race de Lannion qui ressemblait fortement à la canadienne. Sous le  terme bétail de Rennes, se cachait une population bovine hétérogène, issue du métissage des races poitevines, (parthenaise ou maraîchine) bretonne pie noir et durham.
La froment du Léon portait aussi les noms de léonaise, léonarde ou bretonne froment, voire race des châteaux, car sa crème riche, prisée de la noblesse bretonne, lui a ouvert les étables des aristocrates. Avec la bretonne pie noir, elles survécurent grâce à leur adéquation à leur terroir inhospitalier. 
Morbihanaise, cornouailles ou bretonne pie de la lande étaient des populations locales pie noire qui furent incluses dans la bretonne pie noir. C'est probablement la race la plus ancienne, directement issue de bétail noir celte.
En Pays de la Loire et en Normandie, l'influence de la durham sera là aussi importante. La normande résulte de son croisement avec la cotentine qui disparait ; elle provenait, elle-même de la fusion des populations locales cauchoise, brayonnaise, augeronne et mayennaise. La création de la rouge des prés provoque la fin des races mancelle et sarthoise. La saosnoise de même origine est sauvée, mais de la bleue de Bazougers, il ne restait, au début des années 2010, qu'une vache issue de clonage et de la semence de taureau congelée. La bleu de Bazougers disparaît en décembre 2015 .
La sarlabot, créée dans les années 1840-1850 par le croisement de cotentine et races anglaises sans cornes, disparaît vers 1900. 

## Froment et blondes de l'ouest
La région Poitou-Charentes a une race prépondérante, la parthenaise qui a donné ses lettres de noblesse au beurre Charentes-Poitou, mais des cousines ont pu être sauvegardées, même si elles sont à petit effectif, la nantaise et la maraîchine. D'autres n'ont pas eu cette chance, comme la solognote, appelée aussi gâtinaise ou race de la Puisaye et la berrichonne, dite aussi brennouse, bernouse,  race de la Brenne ou race du Berry.
La marchoise était une vache robuste de petite taille originaire de la Creuse disparue dans les années 1930. Cette race bovine était caractérisée par sa couleur grise.

## Nord et nord-est

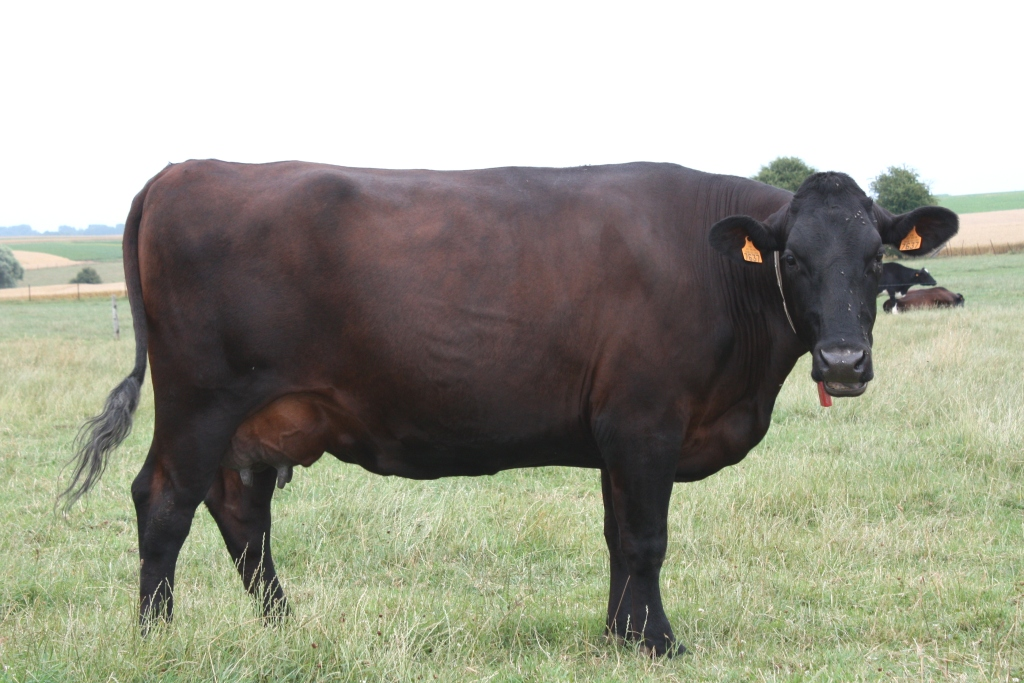
Vache flamande

La rouge flamande a connu son heure de gloire au début du XXe siècle, où elle représenta la première race laitière française, en nombre de têtes comme en productivité. Elle paya un lourd tribut aux guerres mondiales et fut submergée par le développement de la holstein. Elle survit en petit nombre, mais a subi des croisements, notamment avec la rouge danoise. Il ne reste que peu de choses de la flamande originelle, si ce n'est de la semence de taureaux congelée. Elle était issue de trois populations proches, la berguenarde ou race de Bergues, la casselloise et la bailleuloise. Au début du XIXe siècle, la robe était rouge acajou très sombre, parfois noire et des marques blanches sur la tête fréquentes. La sélection ayant conduit à la race actuelle a éliminé les marques blanches et la robe s'est éclaircie sous l'action de la rouge danoise.

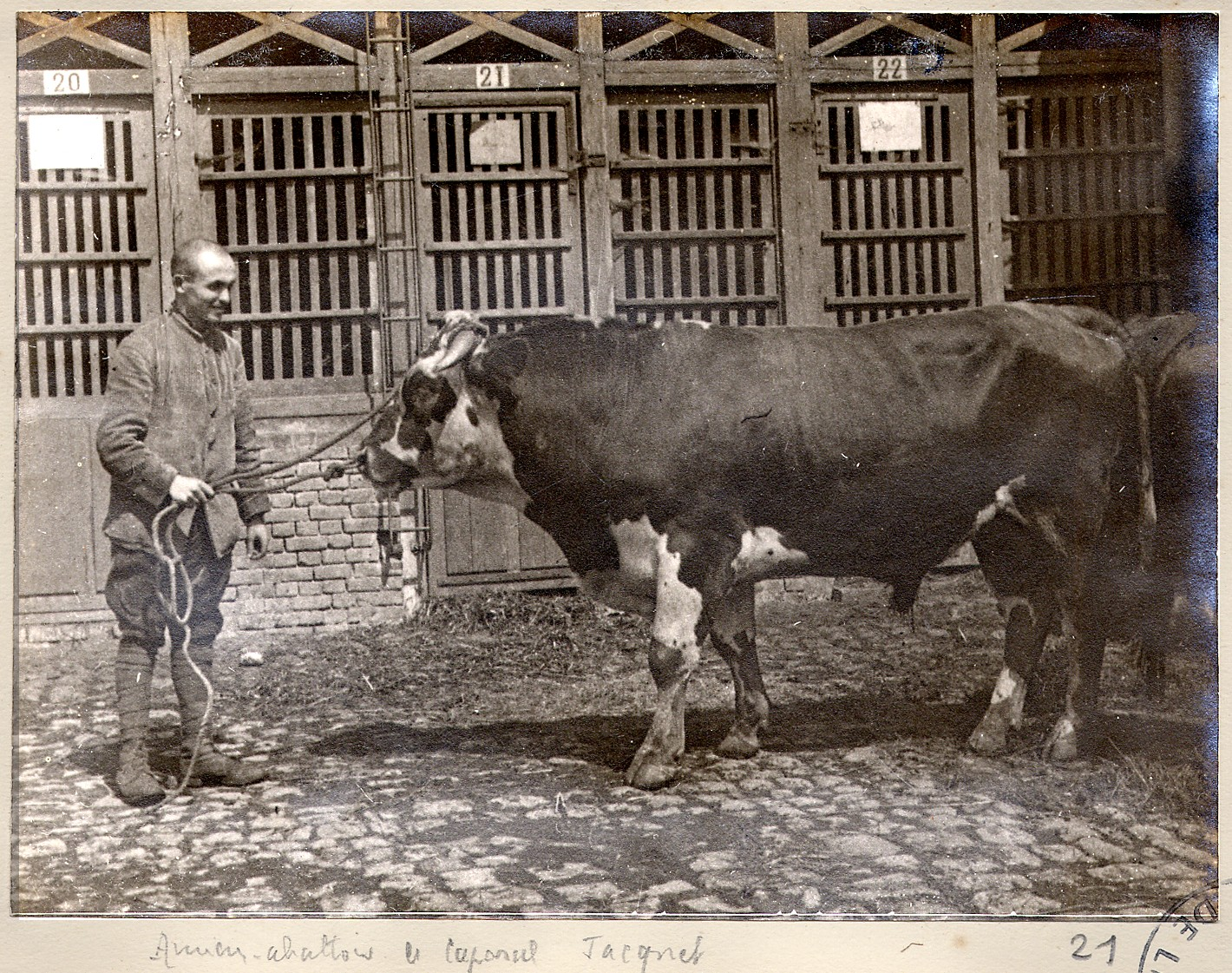
Bœuf à l'abattoir d'Amiens en 1915. Un picard ou plus probablement un normand à robe plus couverte qu'au XXIe siècle ?

Au XIXe siècle d'autres vaches rouges moins performantes ont été absorbées par la flamande. Il s'agit de races cousines, comme l'artésienne, la boulonnaise, la saint-pôlaise, ou la maroillaise. La picarde ou guisarde, était probablement une flamande métissée de normande, avec une robe rouge sombre à marques blanches sur la tête et le ventre. L'ardennaise était issue de bétail autochtone hétérogène, ayant eu une influence flamande, durham et fribourgeoise.
En Champagne et Lorraine, une population très variée était élevée, peu sélectionnée, donc peu productive. Très tôt, dès le début du XIXe siècle, une importation de races plus productives est attestée, venant  de Suisse (fribourgeoise, brune, simmental) ou des Pays-Bas (hollandaise, ancêtre de l'actuelle holstein) Les études anciennes citent les noms de races meusienne, champenoise, bourguignonne, lorraine. La partie de la Lorraine annexée par l'Empire allemand entre 1871 et 1918, a connu l'influence de taureaux glan rind, race allemande plus performante.

## Races étrangères

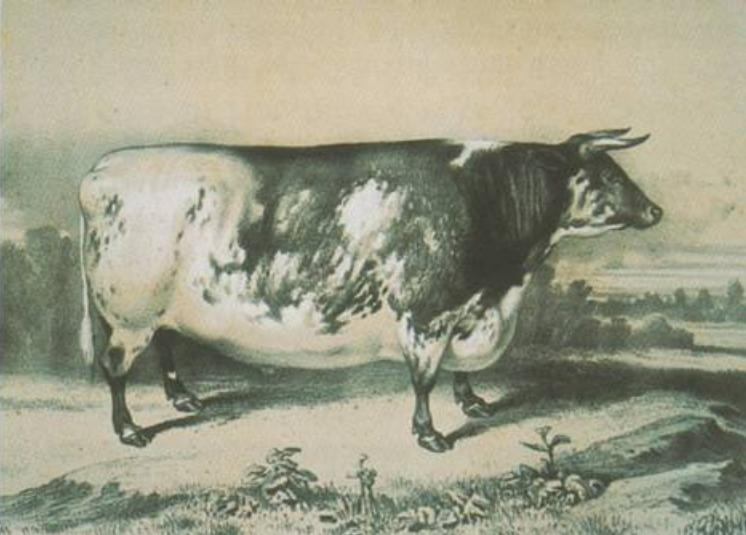
Bœuf gras durham en 1850

L'apport étranger a été important, en particulier à partir du XVIIIe siècle. Certaines de ces races très influentes à l'époque ont aujourd'hui disparu ou sont en effectif très réduit. 
C'est le cas de la shorthorn dont la race, sous l'ancien nom durham, a révolutionné l'élevage du nord-ouest de la France. Elle est aujourd'hui encore élevée au Royaume-Uni, son pays d'origine, mais a perdu beaucoup de part de marché au bénéfice de la hereford, en particulier.

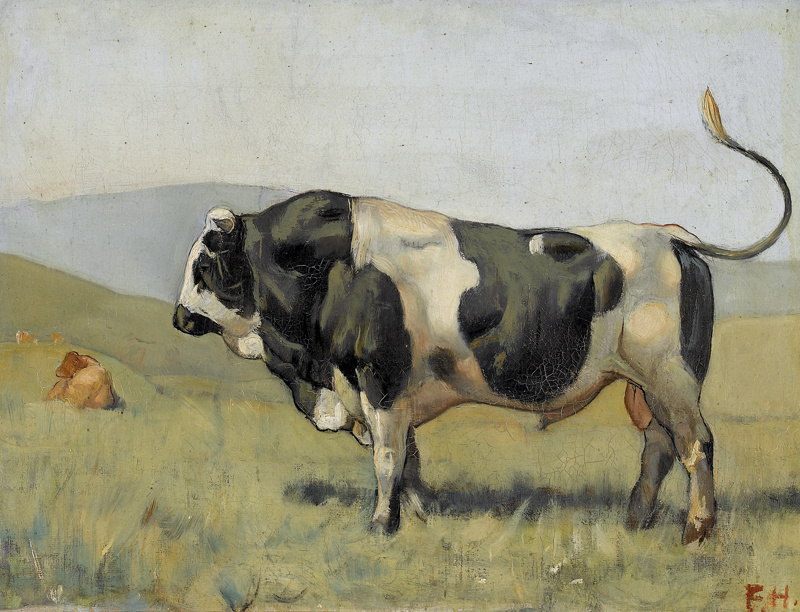
Taureau fribourgeois

Dans l'est, la fribourgeoise, race pie noir de Suisse, a été diffusée dans le massif Central et en Franche-Comté, mais aussi en Maine-Anjou. Elle a été utilisée en croisement en France et n'a pas donc perduré si ce n'est par son influence sur les races françaises. Elle a aujourd'hui disparu en Suisse également, absorbée par la holstein. L'apport de la brune suisse a aussi été important, notamment dans le Tarn et les Pyrénées, mais là, la race se porte bien avec des ramifications dans tous les pays de l'arc alpin et en Amérique du Nord. (brown swiss) En Alsace-Moselle allemande entre 1871 et 1919, un apport de glan a eu lieu. Cette race est aujourd'hui rare et nécessite des mesures de préservation.
La MRY, race pan-européenne qui a absorbé l'essentiel du cheptel armoricain lors de la création de la pie rouge des plaines dans les années 1960, est en train de subir le même sort, absorbée par la red Holstein dans les années 2000.

## Cas particulier: la vache d'Amsterdam
Dans les Terres australes et antarctiques françaises existait une population bovine sauvage. Sur l'île d'Amsterdam, M. Heurtin, venu de l'île de La Réunion avec sa famille et six bovins, a tenté un élevage entre 1871 et 1873. Rapidement lassé du climat hostile, il est reparti en laissant ses animaux. 
Ce noyau, peut-être grossi par d'autres animaux lâchés précédemment, a grandi en autarcie sans prédateurs jusqu'à atteindre 1 650 individus en 1985. 
Cette population était issue du métissage de races élevées à la Réunion : brune, jersiaise, tarentaise et bretonne pie noir. Aucun zébu ne faisait partie du mélange. Les individus possédaient des robes variées, surtout fauve à nuances presque noire jusqu'à froment très clair. Des taches blanches existaient.
En 2001, une étude de crânes a été faite. Elle était destinée à collecter des données chiffrées sur une espèce contemporaine sauvage. Cela doit permettre d'extrapoler ces résultats sur des mesures partielles faites sur des ossements de restes d'aurochs trouvés sur des sites archéologiques. 
À la suite du recensement de 1985, les scientifiques s'émeuvent des dégâts occasionnés par ces animaux à une flore fragile. Un abattage partiel est fait et le reste du troupeau est parqué dans une partie de l'île, la population oscillant entre 800 et 1 000 bovins. 
En 2009, à la suite d'une demande de scientifiques, un arrêté préfectoral ordonne l'abattage du reste du troupeau. Une contre-proposition, émanant de l'institut de l'élevage, demande un moratoire pour réfléchir aux idées pour conserver ce « pool génétique ». Ils mettent en avant le potentiel de ce troupeau sélectionné sur 140 ans par un environnement hostile et propose de garder quelques individus ou de prélever et congeler des ovocytes et spermatozoïdes. Leur appel n'est pas entendu et l'arrêté est exécuté en 2010. Une bête ayant échappé est éliminée en 2011.

## Sources